# Liste der Mitglieder der National Academy of Sciences/1865
Im Jahr 1865 wählte die National Academy of Sciences der Vereinigten Staaten 10 Personen zu ihren Mitgliedern.

## Neugewählte Mitglieder
- George B. Airy (1801–1892)
- Alexander Braun (1805–1877)
- Jared Kirtland (1793–1877)
- Montgomery C. Meigs (1816–1892)
- Silas Mitchell (1829–1914)
- Roderick I. Murchison (1792–1871)
- Richard Owen (1804–1892)
- Victor Regnault (1810–1878)
- Ogden N. Rood (1831–1902)
- Friedrich Wöhler (1800–1882)